# Japansk serov
Japansk serov (Capricornis crispus) är en art i underfamiljen getdjur som lever endemisk i Japan. Den kallas där Nihon-kamoshika (日本羚羊). Djuret bildar tillsammans med fem andra asiatiska getdjur släktet serover.

## Kännetecken
Japansk serov liknar getter i utseende. Den når en kroppslängd av 130 centimeter och svansen är bara en 10 centimeter lång stump. Vikten varierar mellan 30 och 45 kilogram och mellan hannar och honor finns nästan ingen könsdimorfism. Mankhöjden ligger vid 65 centimeter. Den långa täta pälsen har en gråbrun eller svart grundfärg. I motsats till de andra seroverna är pälsen inte enfärgade utan har vid flera ställen vita hår. Individer i nordliga regioner av utbredningsområdet är vanligen ljusare. Extremiteterna är alltid mörkbrun eller svart. Främre halsen är oftast vit och påminner därför om ett skägg.
Hos bägge könen finns korta bakåtböjda horn. Hornen når en längd av 8 till 15 centimeter och en diameter av 3 centimeter vid hornens basis. Öronen är långa och spetsiga. Som alla serover har individer av arten påfallande doftkörtlar framför ögonen. Körtlarna avsöndrar en vätska som luktar ättika och som används för att markera revirets gränser.

## Utbredning och habitat
Arten förekommer på tre japanska öar (av fyra) Honshū, Shikoku och Kyūshū. De flesta individerna lever på Honshū där de är vanligast på öns norra och mellersta delar. På Shikoku förekommer de främst i sydöst och på Kyūshū är de fördelade på flera mindre områden i öns östra del. Enligt uppskattningar täcker hela utbredningsområdet en yta av 40 000 kvadratkilometer.
Habitatet utgörs främst av bergsregioner med skogar upp till 2 700 meter över havet. De vistas ofta bland klyftor med barrskog.

## Levnadssätt
Japansk serov rör sig vanligen långsamt framåt men når på så sätt svårtillgängliga ställen. De skapar också stigar genom att trampa ned växtligheten. Individerna är huvudsakligen aktiva tidigt på morgonen och sent på kvällen. Annars gömmer de sig i grottor eller liknande ställen.
Japansk serov lever vanligen ensam men det finns även par eller mindre grupper. De upprättar ett revir som försvaras mot artfränder av samma kön. Territoriets gränser markeras med avföring och sekret från doftkörtlarna. Revirets storlek beror på tillgången till föda. För ensamma individer är det mellan 1,3 och 4,4 hektar. Grupper har revir mellan 9,7 och 21,7 hektar.

## Föda
Djuret är växtätare. Födan utgörs bland annat av blad, gräs, barr och ekollon.

## Fortplantning
Parningen sker mellan oktober och november. Efter dräktigheten som varar i ungefär sju månader föder honan vanligen ett ungdjur. Efter 5 till 6 månader sluter honan att ge di men ungen stannar i samma territorium tills den är två år gammal. Ungdjuret är könsmoget efter 2,5 till 3 år. I naturen blir japansk serov genomsnittlig fem år gammal. De äldsta kända individerna dog efter 20 år.

## Japansk serov och människor
Med undantag av kragbjörnen (som sällan jagar japansk serov) och vargar (som nästan är utrotade i de nämnda regionerna) har arten inga naturliga fiender. Japansk serov jagades tidigare av människor för pälsens och köttets skull. I början av 1900-talet fanns bara ett fåtal individer kvar och arten räknades som utrotningshotad. 1955 deklarerades japansk serov som naturminnesmärke. Sedan dess har arten återhämtad sig och idag uppskattas beståndet med 100 000 individer. IUCN listade arten 1996 under "mindre hotad" (Lower Risk) och sedan 2008 betraktas den som livskraftig.